# حارة حصن عطان (صنعاء)
حارة حصن عطان هي إحدى حارات حي العفيف بمديرية السبعين إحد مديريات العاصمة اليمنية صنعاء، بلغ تعداد سكانها 193 نسمة حسب تعداد اليمن لعام 2004.